# Tygo Gernandt
 (octobre 2018).
Si vous disposez d'ouvrages ou d'articles de référence ou si vous connaissez des sites web de qualité traitant du thème abordé ici, merci de compléter l'article en donnant les références utiles à sa vérifiabilité et en les liant à la section « Notes et références ».
Tygo Gernandt, né le 7 avril 1974 à Amsterdam, est un acteur et doubleur néerlandais.

## Vie privée
Il a été en couple avec l'actrice et mannequin néerlandaise Anna Drijver.
Il a été ensuite en couple avec l'actrice néerlandaise Eva van de Wijdeven.

## Filmographie

### Cinéma
- 1993 : Angie de Martin Lagestee[4]
- 1996 : Naar de klote! de Aryan Kaganof[5]
- 2003 : Godforsaken (nl) de Pieter Kuijpers : Maikel Verheije
- 2004 : De dominee (nl) de Gerrard Verhage[6]
- 2005 : Offers (nl) de Dana Nechushtan[7]
- 2005 : Joyride (nl) de Frank Herrebout[8]
- 2005 : Schnitzel Paradise (nl) de Martin Koolhoven[9]
- 2006 : Paid de Laurence Lamers[10]
- 2006 : Elephants Dream de Bassam Kurdali[11]
- 2006 : Zoo Rangers en Inde de Johan Nijenhuis et Dennis Bots[12]
- 2007 : L'ascension d'un homme de main de Julian Gilbey[13]
- 2007 : Vivere de Angelina Maccarone[14]
- 2008 : Dunya and Desi (nl) de Dana Nechushtan : Pim[15]
- 2008 : Winter in Wartime de Martin Koolhoven : Berthus[16]
- 2009 : Life in One Day de Mark de Cloe[17]
- 2009 : Carmen Of The North de Jelle Nesna : Joz Jansen[18]
- 2010 : First Mission (nl) de Boris Paval Conen[19]
- 2010 : Black Death de Christopher Smith : Ivo[20]
- 2011 : Vast de Rolf van Eijk : Mike[21]
- 2012 : Süskind de Rudolf van den Berg : Piet Meerburg[22]
- 2013 : Des Duivels de Eelko Ferwerda et Jasper Wessels
- 2014 : Hartenstraat (nl) de Sanne Vogel : Bas[23]
- 2014 : Bloedlink (nl) de Joram Lürsen : Victor[24]
- 2015 : Jack bestelt een broertje (nl) de Anne de Clercq : Berend[25]
- 2015 : Michiel de Ruyter de Roel Reiné[26]
- 2015 : Rise of the Footsoldier 2 de Ricci Harnett : Lars[27]
- 2015 : Boy 7 de Lourens Blok[28]
- 2017 : Ron Goossens, Low Budget Stuntman (nl) de Steffen Haars et Flip van der Kuil[29]
- 2017 : Satan Said Dance (pl) de Katarzyna Rosłaniec : Leon[30]
- 2017 : Redivider Kill Switch) de Tim Smit : Michael[31]
- 2018 : Voor Galg en Rad de Paul Haans et Jeroen Wielheesen : Matthijs Ponts[32]

### Téléfilms et télévision
- 1991 : Goede tijden, slechte tijden : Kees Peper
- 1992 : Oppassen!!! (nl) : Schaatser
- 1992-1995 : 12 steden, 13 ongelukken (nl) : plusieurs rôles
- 1995 : Voor hete vuren (nl) : Michael
- 1995-1996 : Ik ben je moeder niet (nl) : plusieurs rôles
- 1996-1997 : Fort Alpha (nl) : Dennis Hulshof[33]
- 1998 : Combat (nl) : Floris Ekkel
- 1999-2000 : Westenwind (nl) : Leo
- 1999-2001 : De Garage (nl) : Lenny[34]
- 2001 : All Stars - De serie (nl) : Snelle jongen
- 2002 : Echt waar (nl) : Gerrard Blijleven
- 2002 : Luifel & Luifel (nl)
- 2003 : Toen was geluk heel gewoon (nl) : Mick Jagger
- 2003 : Spangen (nl) : Dennis Raas
- 2004 : Kees & Co (nl) : Stanley
- 2006-2007 : Van Speijk[35]
- 2007 : 't Schaep met de 5 pooten (nl) : Verhuizer Toon
- 2008 : Crazy 88 (nl)
- 2008 : Schnitzelparadijs (nl)[36]
- 2009 : Kamikaze tv[37]
- 2010 : Dennis en Valerio vs de rest (nl) : Danny
- 2010-2011 : De Bende van Sjako : Gomez
- 2011 : Flikken Maastricht : Wouter van Rijn
- 2012 : De Vier van Westwijk : Charlie
- 2012 : Dokter Tinus : Ken Derk
- 2014 : Wie is de Mol? (nl) : Le candidat
- 2016 : Toon (nl) : Beveiliger
- 2016 : Ik hou van Holland (nl)
- 2017 : The Big Escape (nl)
- 2019 : Baantjer : Tonnie Montijn
- 2023 : Le Mauvais Camp : la série : Ricardo Thijssen

## Livre
- 2016 :  Peer Gynt + CD